# 百崎素弘
百崎 素弘（ももさき ともひろ、1926年（大正15年）10月15日 - 2018年（平成30年）8月18日）は、昭和から平成時代の政治家。佐賀県多久市長。

## 経歴
佐賀県出身。福岡県中学修猷館を卒業する。佐賀県に奉職し、農業経済課長、多久市助役を経て、1989年（平成元年）多久市長に無投票で当選し2期務めた。

## 栄典
- 1999年（平成11年）4月30日 - 勲五等双光旭日章[3]
- 2018年（平成30年）9月14日 - 正六位[4]